# An Albatross
Pour les articles homonymes, voir Albatross (homonymie).
An Albatross est un groupe de noise rock américain basé à Wilkes-Barre (Pennsylvanie) et réputé pour ses concerts chaotiques et psychédéliques[réf. nécessaire].

## Discographie

### Démos
- 1.)Sex 2.)Bird 3.)Cake  (Cassette - 1999)
- An Albatross & Carl G. (3" CD's - tour only 2000)

### Compilations (titres inédits seulement)
- Hoags 2xCD - "Channel 96.2" (2003)

### Singles et EP

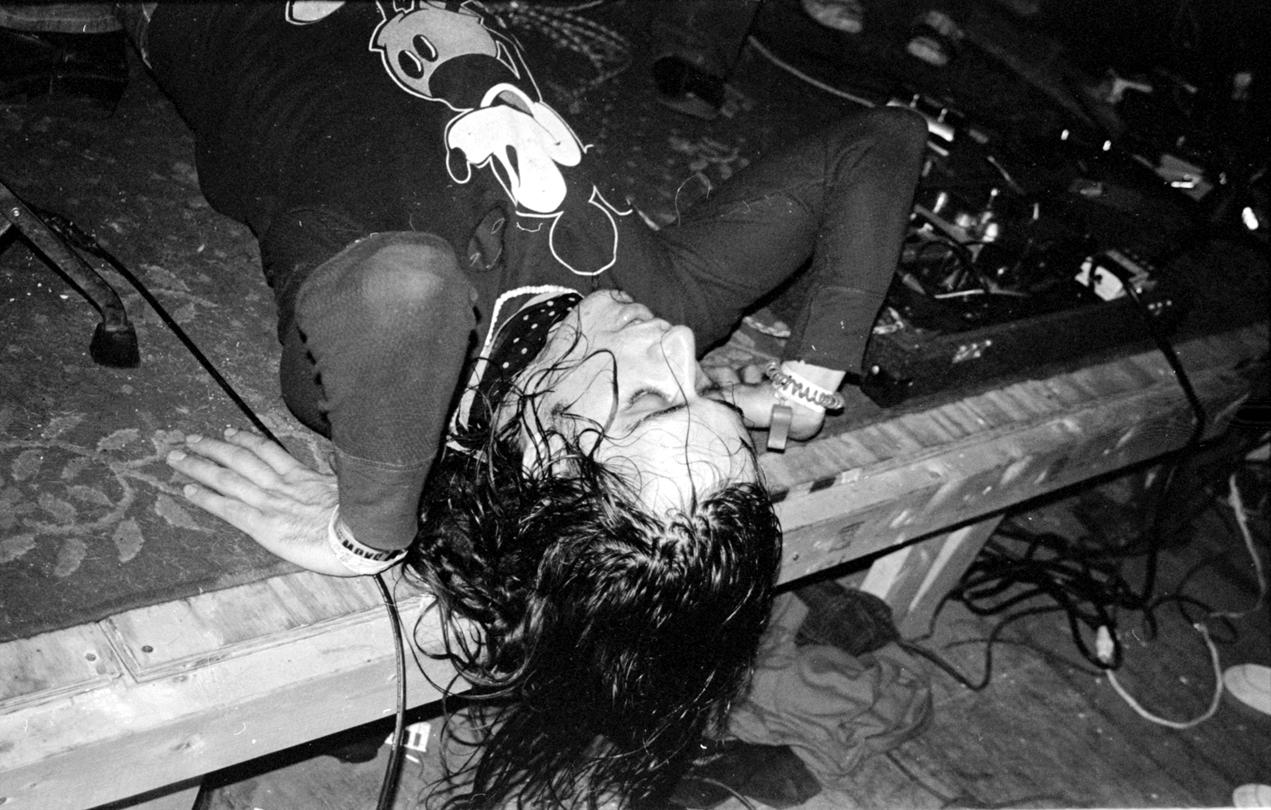
An Albatross en concert.

- We Are the Lazer Viking (2003, Ace Fu Records).
- An Albatross / XBXRX split 7-inch (2004. GSL Records)
- Return of the Lazer Viking (2020)

## Vidéos
- Godass Bande originale (2000) Dirigée par Esther Bell
- Presto Majesto (2003) - Inclus dans les bonus du CD We Are the Lazer Viking CD, avec plusieurs vidéos de concert.
- Lab Results Volume One (2006) - Collection de vidéos et d'extraits de concert des artistes de Gold Standard Labs Records.
- Kevin Dougherty Presents (2006) - A collection of animations & edited/raw live footage from local shows & rehearsals. Available on tour-only.
- Viva La Bam (2006) Episode 204: Mardi Gras Part 1

## Source
- (en) Cet article est partiellement ou en totalité issu de l’article de Wikipédia en anglais intitulé « An Albatross » (voir la liste des auteurs).